# Anisodes heydena
Anisodes heydena là một loài bướm đêm trong họ Geometridae.